# Medinapur, Hungund
Medinapur là một làng thuộc tehsil Hungund, huyện Bagalkot, bang Karnataka, Ấn Độ.